# Synagoge (Königsfeld)
Die Synagoge in Königsfeld im rheinland-pfälzischen Landkreis Ahrweiler wurde circa 1840 eingerichtet. Bei den Novemberpogromen 1938 wurde die Synagoge verwüstet und die Inneneinrichtung vernichtet. 1965 wurde das Gebäude abgerissen und an seiner Stelle ein Neubau errichtet.

## Geschichte
Bis circa 1840 besuchten die jüdischen Einwohner von Königsfeld die Gottesdienste in der Synagoge in Niederzissen. Um 1840 richteten die jüdischen Einwohner die Betstube im ersten Stock eines, von einem Gemeindemitglied erworbenen, Hauses in der Hauptstraße ein. Mit Inkrafttreten des Preußischen Judengesetzes im Jahr 1847 wurde Königsfeld Sitz des Synagogenbezirk Königsfeld. Ab diesem Zeitpunkt besuchten auch die, nun zur jüdischen Gemeinde Königfeld gehörenden, jüdischen Einwohnern aus Dedenbach und Schalkenbach die Synagoge in Königsfeld. In den Räumen der Synagoge wurde auch der Religionsunterricht für die jüdischen Kinder abgehalten.
Bei den Novemberpogromen 1938 wurde die Synagoge von Mitgliedern der SA verwüstet. Die Scheiben wurden eingeschlagen, das Inventar zertrümmert und gemeinsam mit den Büchern und Torarollen auf einem Platz verbrannt. Im Jahr 1939 verkaufte die Eigentümerin das Gebäude für 400 RM an einen Privatmann. Im Zweiten Weltkrieg diente es der Feldgendarmerie als Unterkunft.
Nach dem Krieg wurde die ehemalige Synagoge als Lager für Eisenwaren und als Getreidespeicher verwendet. Im Jahr 1965 wurde das Gebäude abgerissen und an seiner Stelle ein Wohnhaus errichtet.

## Gebäude
Die Synagoge befand sich in der Hauptstraße von Königsfeld. Es handelte sich um einen ziegelgedeckten, giebelständigen Fachwerkbau mit einem Verputz aus Mörtel. Nach zeitgenössischen Quellen hatte der Betsaal eine Fläche von 232 Quadratruthen und verfügte über eine 80 Quadratruthen große Frauenempore. Der Betsaal befand sich im ersten Stock des Gebäudes, das auch über einen Stall verfügte.

## Jüdische Gemeinde Königsfeld
Die jüdische Gemeinde Königsfeld bestand von 1847 bis in die 1930er Jahre. Ab 1847 war sie Sitz des Synagogenbezirks Königsfeld.